# Краснопёрка
Краснопёрка, сороча, сорога, сорожка, краснопёрая плотва, краснокры́л или красногла́зка (лат. Scardinius erythrophthalmus) — вид пресноводных рыб семейства карповых, широко распространённый в водоёмах Европы и Средней Азии.
На Дальнем Востоке России краснопёркой называют крупночешуйчатую, мелкочешуйчатую и сахалинскую краснопёрку-угай.

## Распространение
Типичный стайный вид рыб, обитает в озёрах и реках, впадающих в Северное, Балтийское, Чёрное, Азовское, Каспийское и Аральское моря. Интродуцирована человеком в Ирландию, Марокко, Мадагаскар, Тунис, Новую Зеландию, Канаду и Испанию. В Новой Зеландии и Канаде рассматривается как вредный вид, вытесняющий местные виды рыб.

## Описание
Внешне напоминает плотву. Наиболее простой способ отличия — золотистый цвет чешуи и огненно-красные плавники, а также цвет глаз: у краснопёрки глаза оранжевые, с красным пятном вверху, тогда как у плотвы — кроваво-красные. Ещё одно отличие — количество мягких лучей на спинном плавнике: у краснопёрки их 8—9, тогда как у плотвы 10—12. Иногда встречаются гибридные формы этих рыб, обладающие признаками обоих видов.
Длина тела может достигать 51 см, а максимально известный вес — 2,1 кг; обычные размеры 16—19 см и масса 100—300 г. Продолжительность жизни — до 19 лет. Тело слегка уплощено по бокам и покрыто сравнительно крупной чешуёй. Один спинной плавник. В анальном плавнике 3 жёстких и 8—12 мягких лучей, позвонков 36—39. Русское название этого вида связано с яркой окраской плавников.

## Использование

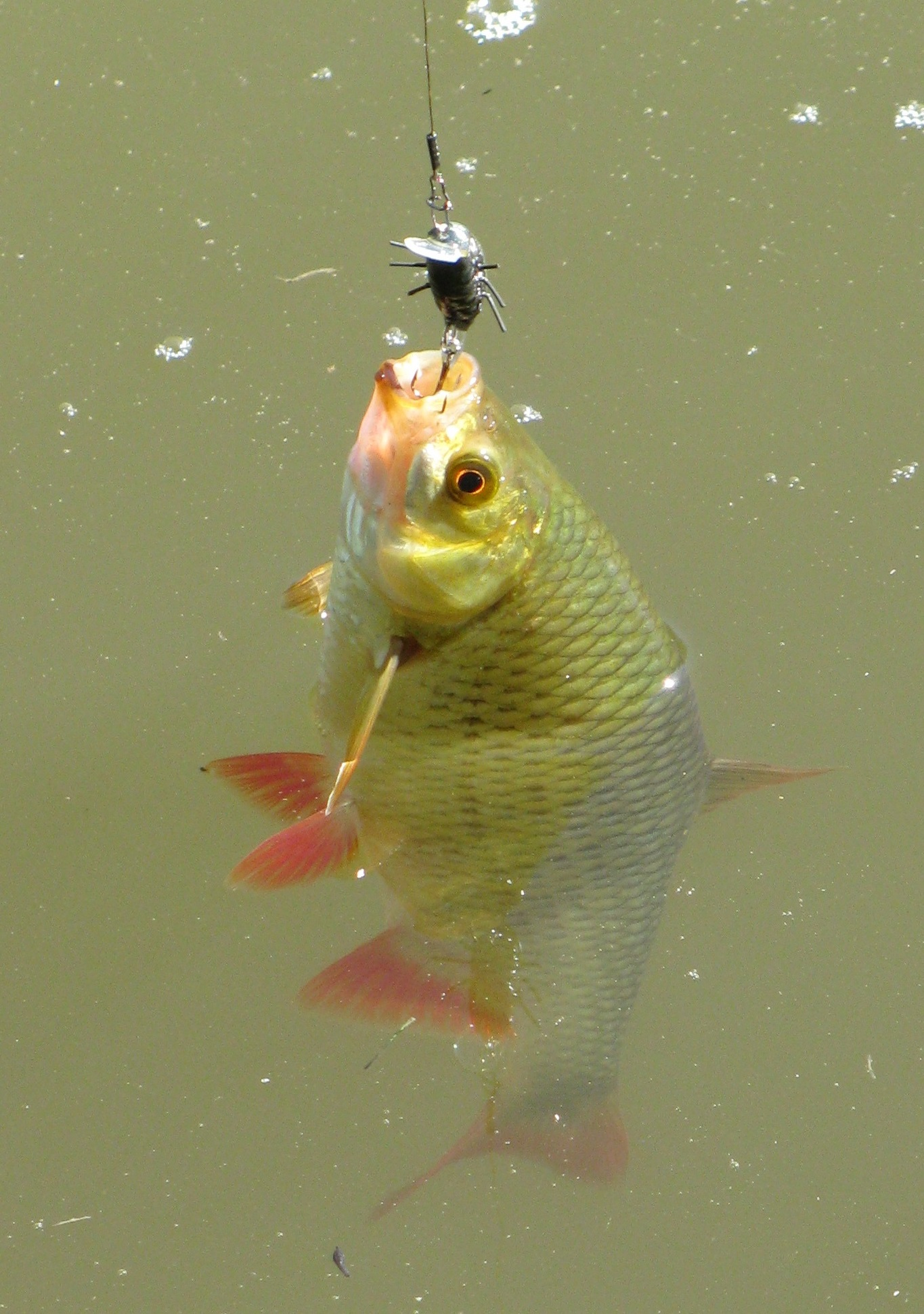
Краснопёрка, пойманная на имитацию жука

Краснопёрка практически не имеет промыслового значения ввиду небольшого размера и горечи из-за обитания в стоячих, заросших водоёмах, питания водорослями и тиной.
Является объектом любительского и спортивного рыболовства. Ввиду своей всеядности ловится на растительные и животные насадки. Для ловли обычно используется поплавочная удочка, а также нахлыст. Крупные особи ловятся на спиннинговые приманки: имитации мальков и насекомых.